# الیس (مینه‌سوتا)
الیس (به انگلیسی: Ellis) یک منطقهٔ مسکونی در ایالات متحده آمریکا است که در Byron Township واقع شده‌است. الیس ۴۰۶٫۰ متر بالاتر از سطح دریا واقع شده‌است.